# NBCテロ対応専門部隊

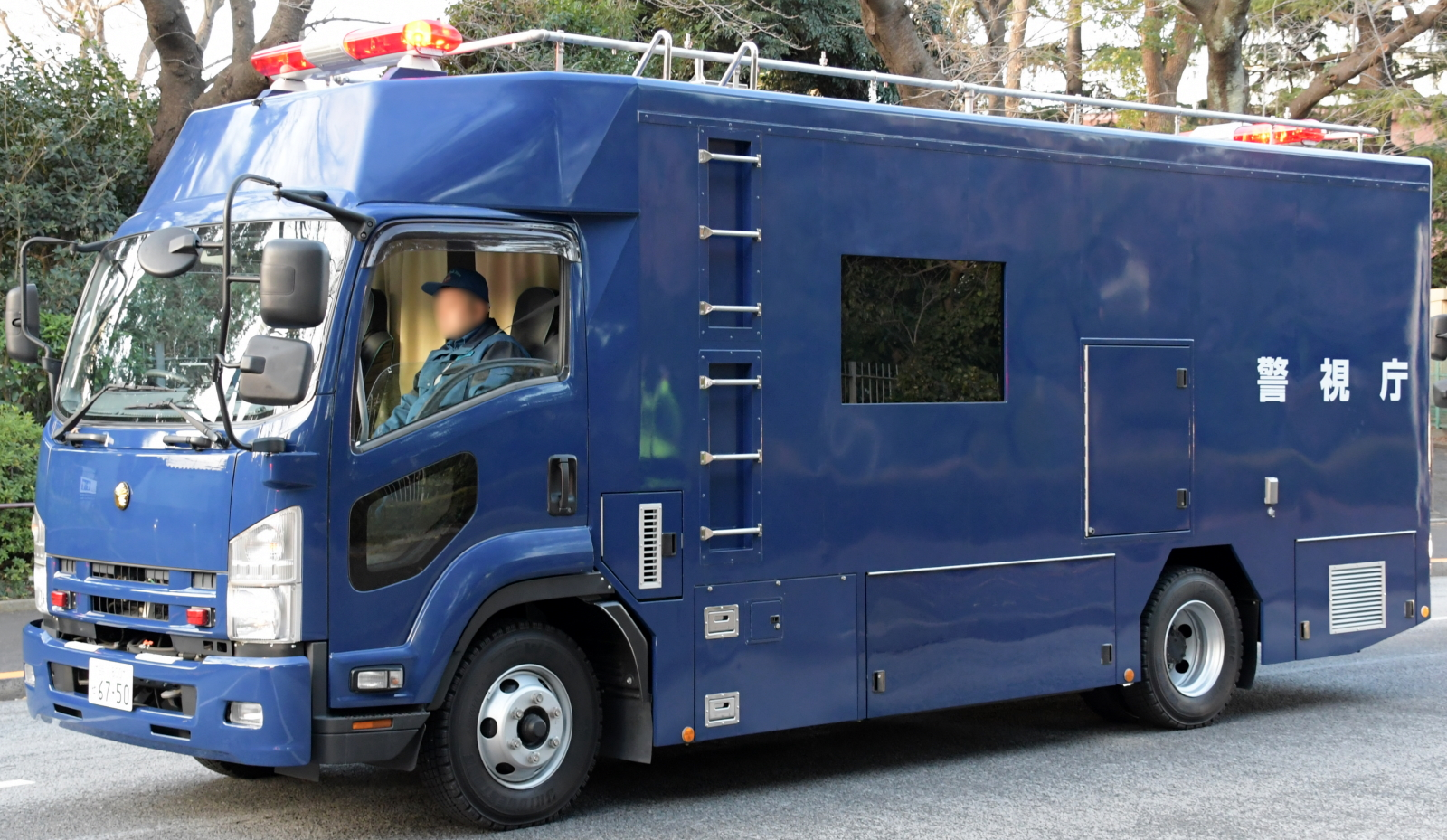
NBCテロ対策車（警視庁）

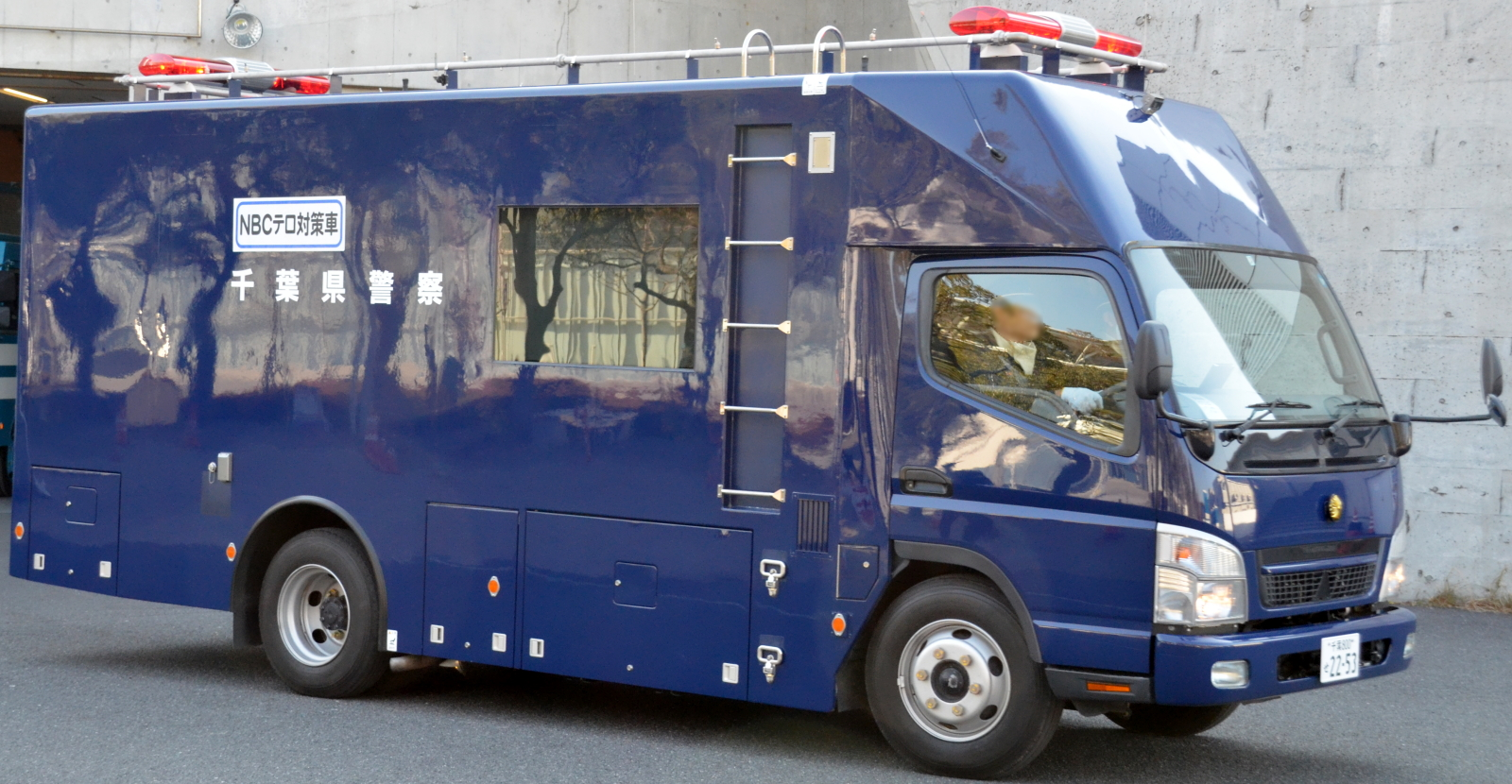
NBCテロ対策車（千葉県警察）

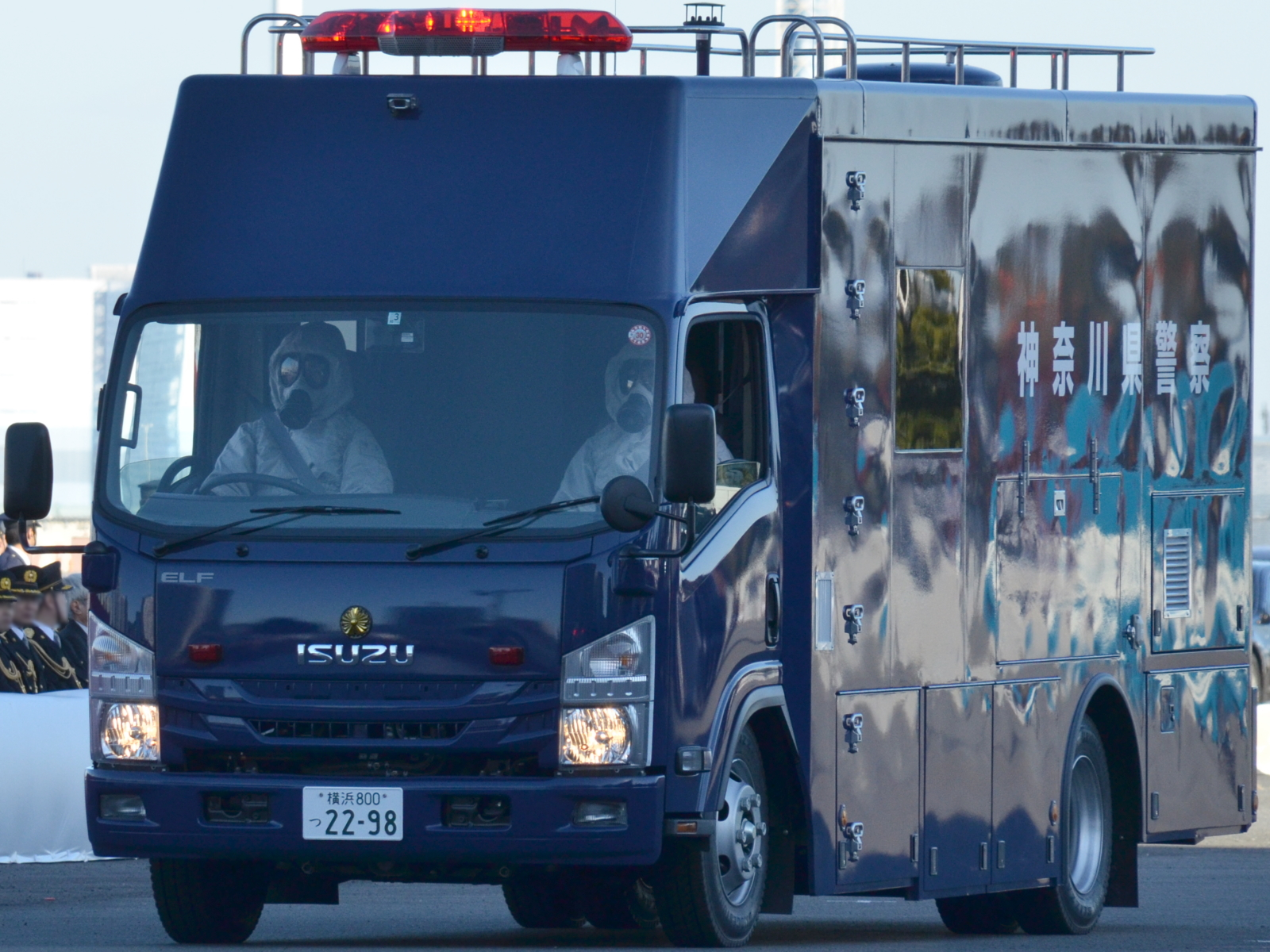
NBCテロ対策車（神奈川県警察）

NBCテロ対応専門部隊（エヌビーシーテロたいおうせんもんぶたい、英語: Counter-NBC Terrorism Squad）およびNBCテロ対策部隊（エヌビーシーテロたいさくぶたい）は、NBC兵器（Nuclear/核兵器、Biological/生物兵器、Chemical/化学兵器）を使用したテロや、犯罪に対応する日本警察の警備部隊。警察庁ではテロ対処部隊の一つに位置付けている。

## 概要
NBCテロが発生した場合に出動し、事件・事故現場において、被害の拡大防止措置の実行及び被害者の救出や救助、避難誘導にあたる。そのために、危害原因となる物質の検知・除去の専門技術や装備を有している。
NBCテロ対応専門部隊は、北海道警察、宮城県警察、警視庁、千葉県警察、神奈川県警察、愛知県警察、大阪府警察、広島県警察、福岡県警察の9都道府県警察の警備部機動隊および警視庁公安部公安機動捜査隊に全国で総勢約200人の体制で設置されている。NBCテロ対策部隊はその他の府県警察の警備部機動隊、千葉県警察成田国際空港警備隊、警視庁東京国際空港テロ対処部隊に全国で総勢約400人の体制で設置されている。
1995年に発生した地下鉄サリン事件や2001年に発生したアメリカ炭疽菌事件を受けて、警察庁は対策を強化、2000年4月19日、警視庁公安部に「NBCテロ捜査隊」を、6月には大阪府警察に「NBC初動措置隊」を発足させ、他の道県警察機動隊にも同種の部隊が設置された。
NBCテロ対応専門部隊の隊員は、扱う物質の特殊性から、陸上自衛隊化学学校（さいたま市）で専門教育を受ける。
装備は、化学防護服やNBCテロ対策車のほか、生物・化学剤検知器や放射線測定器、除洗器材などが配備されている。
また近年、日本各地で「合同テロ対策訓練」が実施されており、NBCテロ対応専門部隊も参加している。この訓練は、関係各機関（消防、自衛隊など）と合同で行われている。

## 機動隊化学防護隊
警視庁では公安部にNBCテロ対応専門部隊を設置しているが、機動隊の中にも化学防護隊を編成しており、テロや化学事故に対応している。
警視庁警備部では、1994年6月の松本サリン事件後、まず都の予算でガスマスク64個や防護衣などを購入して、1995年3月の地下鉄サリン事件発生2日前に納品を受けており、事件を受けて調達担当者がそのままこれを着用して処理にあたった。また教団施設への強制捜査が計画されるようになったことから、同事件直前の3月19日には機動隊員300人と捜査一課捜査員20人が朝霞駐屯地に派遣されて陸上自衛隊から化学防護服の装着訓練を受講していたほか、同事件を受けた捜査規模の拡大に伴って、3月21日には2回目の装着訓練が行われ、機動隊員500人と捜査員25人が受講した。これらのオウム真理教事件の教訓を受けて爆発物処理班も化学物質の対処能力を高め、2013年に「爆発物処理・化学防護部隊」（S班）に改称された。
警視庁の特科車両隊、第一機動隊、第八機動隊、第九機動隊などに設置されており、隊員は機動救助隊を兼務している。

### 装備
- 化学防護服
- 陽圧防護服
- ガスマスク
- 空気呼吸器
- 化学分析器
- 中和剤噴霧器
- 中和剤タンク車両
- 化学車両
- 除染シャワー

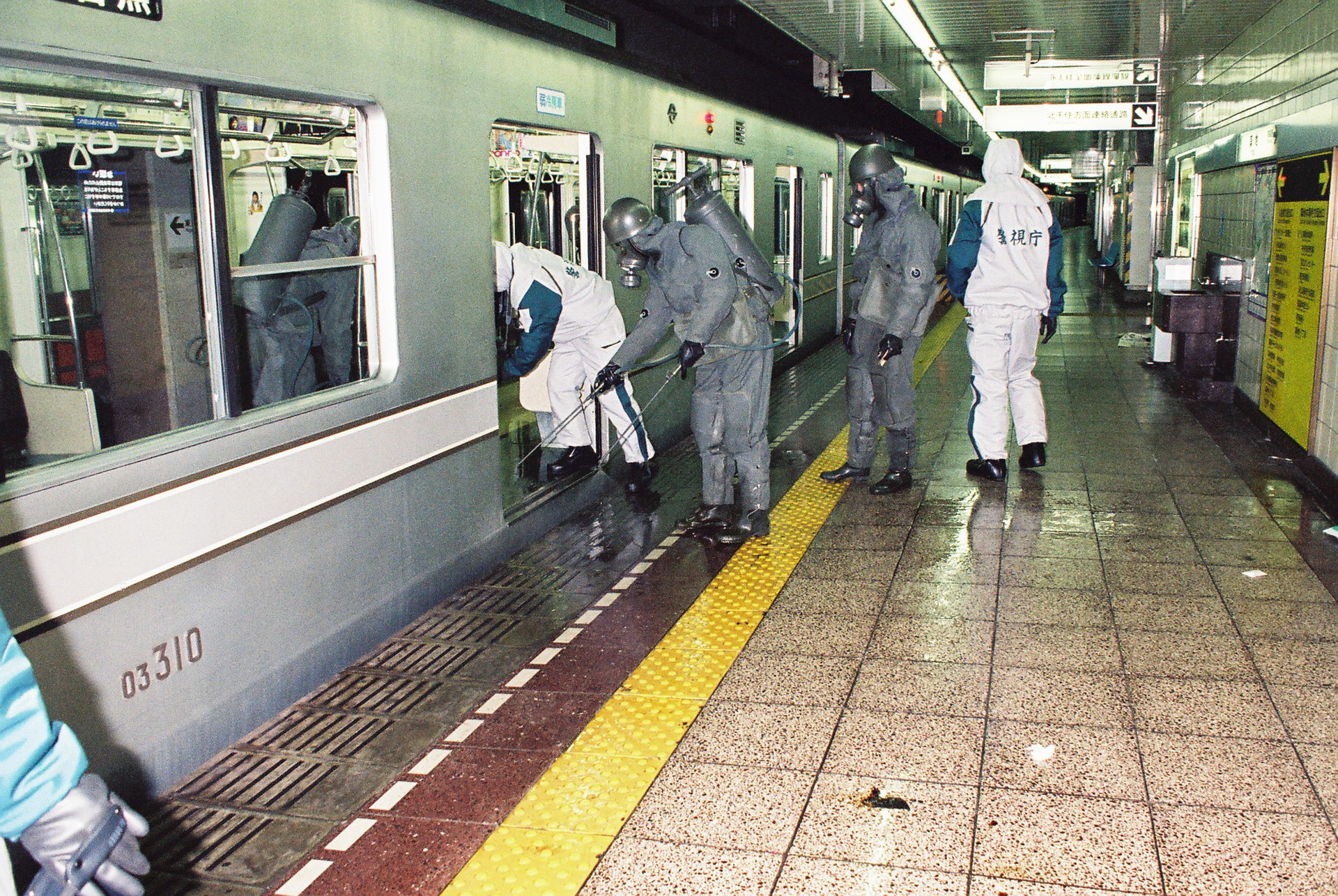
地下鉄サリン事件にて、自衛官とともに汚染された車両に進入する警察官。
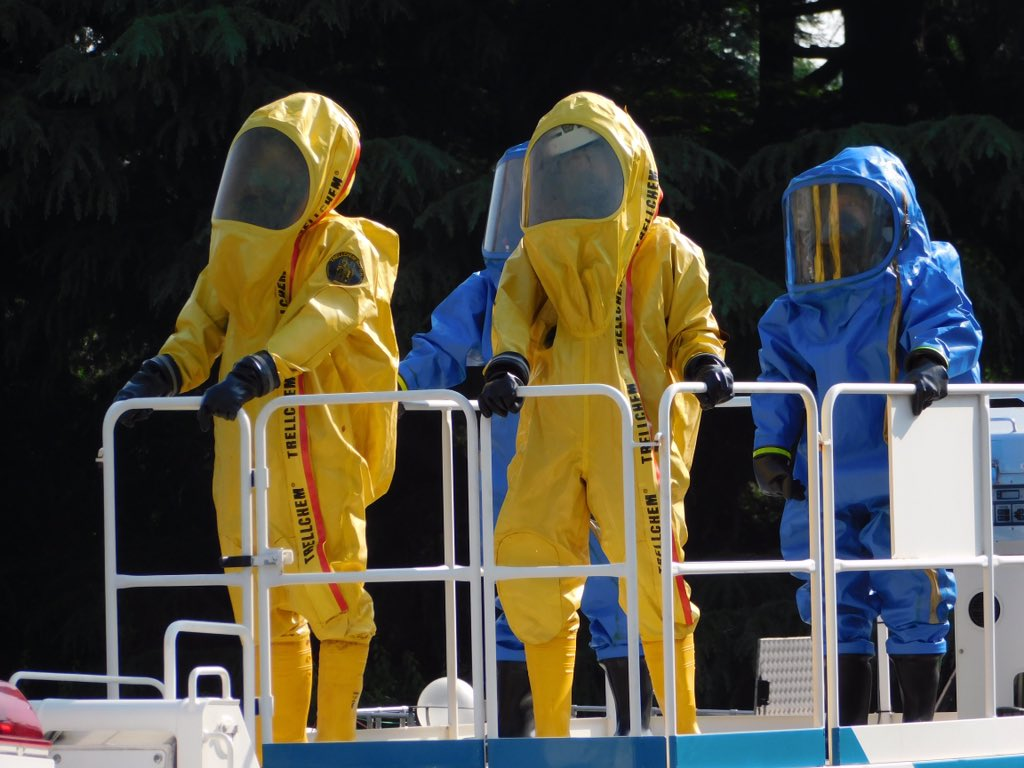
機動隊化学防護隊
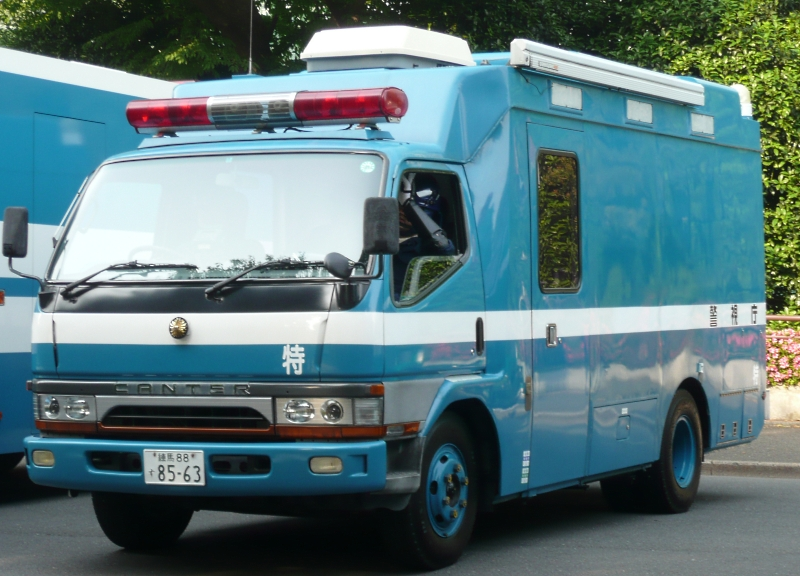
化学防護車（警視庁）
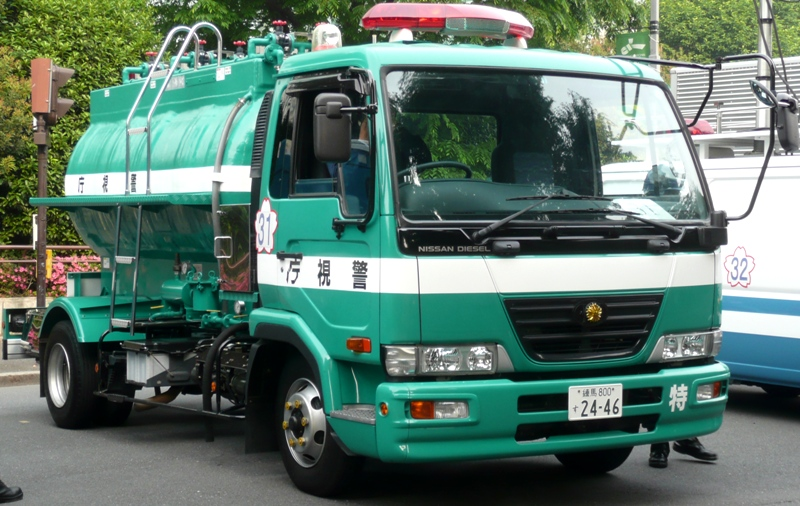
除染車（警視庁）